# Lepechiniella ferganensis
Lepechiniella ferganensis är en strävbladig växtart som beskrevs av Mikhail Grigoríevič Popov. Lepechiniella ferganensis ingår i släktet Lepechiniella och familjen strävbladiga växter. Inga underarter finns listade i Catalogue of Life.